# Осмяловская, Екатерина Александровна
Екатерина Александровна Осмяловская (укр. Катерина Олександрівна Осмяловська; 26 ноября 1904, Полтава — 16 ноября 1997, Киев) — советская украинская актриса. Народная артистка УССР (1951).
Окончила Государственный музыкально-драматический институт имени Н. В. Лысенко (1921). Была актрисой Одесского государственного драматического театра (1926—1929), затем — Киевского украинского драматического театра имени И. Франко (1930—1963). Снималась в фильмах «Перекоп» (1930), «Прометей» (1936), «Наталка Полтавка» (1936), «Непокорённые» (1945), «Украинские мелодии» (1945).
Супруга Леся Липкивского — украинского актёра, сына украинского религиозного деятеля и церковного реформатора митрополита Василия. Осмяловская скончалась 16 ноября 1997 года в Киеве. Похоронена вместе с мужем на Байковом кладбище.

## Награды
- орден «Знак Почёта» (24.11.1960)
- Народная артистка УССР (1951)
- Заслуженная артистка УССР (1940)
- Заслуженная артистка Узбекской ССР